# UNMIK

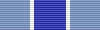
Baretka medalu ONZ za misję UNMIK.

Misja Tymczasowej Administracji Organizacji Narodów Zjednoczonych w Kosowie (ang. United Nations Interim Administration Mission in Kosovo; UNMIK) – misja ONZ w Kosowie, utworzona na mocy rezolucji S/RES/1244 Rady Bezpieczeństwa z dnia 10 czerwca 1999.

## Zadania misji
Mandat UNMIK obejmuje pełnienie podstawowych funkcji administracyjnych, dążenie do ustanowienia trwałej autonomii i samorządności w Kosowie, ułatwianie politycznego procesu określającego przyszły status Kosowa, koordynację pomocy humanitarnej wszystkich międzynarodowych agencji, popieranie odbudowy najważniejszej infrastruktury w prowincji, utrzymanie porządku i bezpieczeństwa, zapewnienie bezpiecznego i niezagrożonego powrotu wszystkich uchodźców do ich domów w Kosowie.
Na czele misji stoi Specjalny Przedstawiciel Sekretarza Generalnego ONZ w Kosowie.